# Maguilla
Maguilla là một đô thị trong tỉnh Badajoz, Extremadura, Tây Ban Nha. Theo điều tra dân số 2005 (INE), đô thị này có dân số là 1132 người.
38°21′B 5°49′T / 38,35°B 5,817°T